# Federico de Onís
Federico de Onís Sánchez (Salamanca, 20 de diciembre de 1885-San Juan, Puerto Rico, 14 de octubre de 1966) fue un profesor, filólogo, crítico literario e hispanista español, perteneciente al Novecentismo o Generación de 1914.

## Biografía
Era hijo del bibliotecario y encargado del archivo de la Universidad de Salamanca, que entabló una íntima amistad con Miguel de Unamuno. El joven Onís estudió Filosofía y Letras en la Universidad salmantina, licenciándose en 1905, año en que se desplazó a Madrid para doctorarse en Letras bajo la dirección de Ramón Menéndez Pidal. Su tesis versó sobre la Contribución al estudio del dialecto leonés. Examen filológico de algunos documentos de la Catedral de Salamanca. Ingresó por oposición en el Cuerpo de Archiveros, Bibliotecarios y Arqueólogos en 1907; y al año siguiente contrajo matrimonio en Salamanca con Andrea Rodríguez Bondía. En 1911 ganó la cátedra de Lengua y Literatura españolas en la Universidad de Oviedo, obteniendo el traslado en 1915 a la Universidad de Salamanca.
Fue quizá el discípulo predilecto de Miguel de Unamuno, que actuó como su mentor desde los años infantiles. Pero a partir de 1910 —sin perder el entrañable afecto que siempre profesaría a D. Miguel— se decantó con nitidez por el irresistible magisterio de José Ortega y Gasset. El cambio de orientación es muy explícito en el notable discurso que pronunció en la apertura del curso académico de 1912-1913 en la Universidad de Oviedo. España —reconocía Onís en esa ocasión— tenía contraída una enorme deuda de gratitud con don Miguel de Unamuno por su labor «de agitar los espíritus dormidos o anquilosados y de romper la monotonía y la vulgaridad de nuestro ambiente espiritual». En un país donde no hay propiamente Universidad, sólo a Unamuno le correspondía con legitimidad el nombre de «maestro». Pero el paso de los años le había llevado «a pensar de manera diametralmente opuesta a la suya y a estimar de muy diferente modo el valor de sus ideas»; no así a perder «ni un ápice del cariño que supo despertar en mi corazón de mozo ni de la estimación de la generosidad de su espíritu». Ortega, por el contrario, es «la capacidad más fuerte y original que en filosofía hemos tenido desde hace mucho tiempo y el creador de una nueva visión de los problemas nacionales. [...] a su alrededor se ha formado un núcleo, cada día creciente, de jóvenes en cuyo espíritu se entrelazan dos anhelos como algo insuperable: poseer la cultura europea y realizar la salvación de España». En tal sentido, se contó entre los miembros de la Liga de Educación Política Española, inspirada por el joven filósofo madrileño. 
Colaboró con el Centro de Estudios Históricos desde su fundación en 1910, bajo la dirección de Ramón Menéndez Pidal. Fue nombrado director de estudios de la Residencia de Estudiantes de Madrid, institución donde pronunció el 5 de noviembre de 1915 una celebrada conferencia titulada «Disciplina y rebeldía». 
En 1916, con apenas treinta años, fue invitado a los Estados Unidos como profesor de literatura española en la Universidad de Columbia, en Nueva York. Desde ese puesto, donde permanecería —con algunas intermitencias— casi cuatro décadas contribuyó de forma notable a la difusión del hispanismo en los Estados Unidos, labor acrecentada con la fundación en 1920 del Instituto de las Españas.
En 1924 se divorció de su primera mujer y volvió a casarse con «una escritora y crítica estadounidense de valía, Harriet Wishells, magnífica traductora de autores españoles y portugueses».
En Nueva York recibió, entre otros escritores destacados, a Federico García Lorca y a Gabriela Mistral cuando viajaron a la ciudad. Fue asimismo miembro de la Hispanic Society of America. Buena prueba de esa incesante actividad en favor de la cultura hispana en el ámbito estadounidense fue el discurso que pronunció en la apertura del curso 1920-1921 en la Universidad de Salamanca sobre El español en los Estados Unidos. 
Invitado por el canciller de la Universidad de Puerto Rico, el estadounidense Thomas E. Benner, en 1926 se incorporó al Departamento de Español de esa universidad. En 1927 se creó el Departamento de Estudios Hispánicos y Onís su primer director; desde él fundó y dirigió la Revista de Estudios Hispánicos. En 1931 volvió a su cátedra de Nueva York.
Aunque residía en Estados Unidos desde dos décadas antes del estallido de la guerra civil, al producirse esta mostró su adhesión a la causa republicana.
Entre 1942 y 1947 trabajó como profesor invitado de la Universidad de Texas, y en 1949 en la de Denver. Ese mismo año recorrió numerosos países iberoamericanos (Colombia, Ecuador, Venezuela, Costa Rica, Panamá, Uruguay y Argentina, entre otros) en los que dictó conferencias sobre temas hispánicos.
Francisco Ayala lo conoció en sus años de exilio cuando Onís fue a dar unas conferencias en Argentina; después lo trató asiduamente en Puerto Rico. Y trazó en sus memorias una semblanza muy penetrante de «tan singular personaje». «En los medios universitarios —escribe Ayala—, Onís tenía fama de hombre arbitrario, áspero, intratable. Arbitrario, lo sería; pero en cuanto a lo demás, para mí fue, entonces y siempre, de una gran delicadeza. [...] Por debajo de sus chocantes peculiaridades asomaba y se dejaba ver la criatura bondadosa e inteligente, con una inesperada vena de honda ternura bajo la ruda corteza». Y es que en los Estados Unidos, Onís se esforzó en construirse un personaje, caracterizándose de español castizo, a partir del modelo fraguado por los escritores del 98, sus maestros. «Para empezar, su apariencia física era muy diferente de la que convencionalmente se espera en un profesor de universidad. Quien de improviso y sin otra noticia le echase la vista encima, podría haber pensado que, en pleno Broadway, tenía ante los ojos a un pardillo de tierra adentro, salmantino, o zamorano, o maragato. Y no sólo por la vestimenta y el modo de llevarla: era todo, era el corte de pelo, era la gesticulación, era las inflexiones de la voz y las modalidades expresivas. Sin duda, su empeño había sido desde el comienzo proyectar ante sus estudiantes americanos una imagen fuertemente estilizada de "lo español"». Este hecho podría tomarse por meramente anecdótico si no hubiese comportado una parte de responsabilidad en la frustración de su obra intelectual: «el personaje construido —concluye Ayala— había terminado por absorber a la persona; y actuando en un ambiente donde, por así decirlo, todo el monte era orégano, sin crítica, sin estímulo y control de la competencia e intercambio intelectual, aquel joven que brillaba como una promesa segura, quedó estancado ahí, y dejó incuplida su promesa».
Tras su jubilación en la Universidad de Columbia en 1954, el rector de la Universidad de Puerto Rico, Jaime Benítez, lo invitó para que volviese a hacerse cargo de la dirección del Departamento de Estudios Hispánicos. Se estableció en Puerto Rico por espacio de tres años. En 1957 aceptó otra invitación para dirigir el Instituto de Estudios Hispánicos de la Universidad Central de las Villas, en Cuba (1957-1958). Y aún regresó a Puerto Rico como profesor del Departamento de Estudios Hispánicos, periodo en el que Onís fundó y dirigió el Seminario de Estudios Hispánicos, al que donó su biblioteca personal. El Seminario lleva actualmente su nombre.
Su muerte por suicidio en San Juan (Puerto Rico), el 14 de octubre de 1966, produjo consternación en el mundo del hispanismo. En opinión de Francisco Ayala —que supo de las circunstancias con detalle por el rector de la Universidad de Puerto Rico, Jaime Benítez— Onís debió tomar tan drástica determinación cuando comenzó a experimentar señales de declinación física o mental y «no [estaba] dispuesto a aceptar las miserias de la senilidad».
Fue redactor de la Revista de Filología Española, de Madrid, y de la Romanic Review, de Nueva York; y colaborador de la revista España y de La luna, de Barcelona; de The New York Times, The Evening Post, North American Review e Hispania y Nosotros, de Buenos Aires. Fundó y dirigió la Revista de Estudios Hispánicos de Puerto Rico entre 1928 y 1929. Y la Revista Hispánica Moderna, fundada por él en 1934.

## Obra
«La obra escrita de Federico de Onís no es excesivamente extensa», ha escrito José Luis Abellán. «En un primer momento se orienta hacia los estudios filológicos»; más adelante, al establecerse en Estados Unidos «y vivir alejado de España orientó sus estudios hacia los valores universales españoles, haciendo de su vida una permanente afirmación de hispanismo, donde lo español y lo hispanoamericano aparecen como formando parte de lo que él llama "unidad en la variedad"».
Publicó ediciones críticas en la colección «Clásicos Castellanos» de Ediciones «La Lectura»: la Vida de Diego de Torres y Villarroel (1912) y De los nombres de Cristo de Fray Luis de León (tres vols., 1914-1921). En colaboración con Américo Castro publicó Fueros leoneses de Zamora, Salamanca, Ledesma y Alba de Tormes (Madrid, Centro de Estudios Históricos, 1916). Y en Ediciones Éxito, de Barcelona, una edición anotada de El ingenioso hidalgo Don Quijote de la Mancha, de Miguel de Cervantes (1957). Editó y prologó Cancionero. Diario poético, de Miguel de Unamuno (Buenos Aires, Losada, 1953).
Trabajos de crítica destacables son Sobre la transmisión de la obra literaria de Fray Luis de León (1915), Jacinto Benavente. Estudio literario (Nueva York, Instituto de las Españas, 1923), y El Martín Fierro y la poesía tradicional (Madrid, 1924). Y sobre todo los textos recogidos en Ensayos sobre el sentido de la cultura española (Madrid, Publicaciones de la Residencia de Estudiantes, 1932) y España en América. Estudios, ensayos y discursos sobre temas españoles e hispanoamericanos (Universidad de Puerto Rico, 1955). Mención aparte merece su controvertida Antología de la poesía española e hispanoamericana (1882-1932) (Madrid, Centro de Estudios Históricos, 1934), libro acompañado de documentadas y penetrantes introducciones y bibliografías y donde define por primera vez la estética literaria del Posmodernismo y el mismo Modernismo.
Es autor también de un ensayo crítico sobre el poeta puertorriqueño Luis Palés Matos (1898-1959), publicado en Santa Clara, Cuba, Universidad Central de las Villas, Instituto de Estudios Hispánicos, 1959 (reeditado al año siguiente por el Ateneo Puertorriqueño). Y sobre Evaristo Ribera Chevremont, Antología Poética, 1924-1950 (Universidad de Puerto Rico, 1957).